# 青山恒雄
青山 恒雄（あおやま つねお、1925年 - ）は、日本の水産学者。元東京大学海洋研究所教授・水産大学校校長、水産大学校名誉教授。農学博士。

## 略歴・人物
東京大学農学部卒業。東京大学海洋研究所教授。1985年（昭和60年）、水産大学校校長。水産大学校名誉教授。水産海洋学会に所属した。

## 編著
- 『ネクトンおよびマイクロネクトンのクイックアセスメント技法開発に関する基礎的研究』 研究代表者 青山恒雄 東京大学海洋研究所 1982.3
- 『新水産学全集10 底魚資源』 青山恒雄 著 恒星社厚生閣 1980.12
- 『底びき網の網目の研究 : 特に以西底びき網漁業の網目規制に関連して』 青山恒雄  日本水産資源保護協会 1964.3
- 『網目規制による底びき網漁業資源管理の問題点 : 第1回資源研究会議シンポジウム資料』 青山恒雄 西海区水産研究所 1962.9

## 受賞
- 2012年 水産海洋学会 特別功績賞[6]